# Xyris calcicola
Xyris calcicola är en gräsväxtart som beskrevs av E.L.Bridges och Orzell. Xyris calcicola ingår i släktet Xyris och familjen Xyridaceae.
Artens utbredningsområde är Florida. Inga underarter finns listade i Catalogue of Life.